# Чортківська офензива (книга)
Чортківська офензива — історична монографія Олександра Дєдика, присвячена операції Галицької Армії, відомої в історіографії під назвою Чортківська офензива. Видана у двох частинах у 2013 та 2015 роках, а також в одній книзі у 2019 році видавництвом «Астролябія».

## Опис
Дослідження є результатом понад чвертьстолітнього вивчення подій Червневої офензиви — наступальної військової операції збройних сил колишньої ЗУНР. Воно представлене широкими посиланнями на архівні документи української та польської сторін. Ретельно відтворено та проаналізовано перебіг бойових дій у тісному взаємозв'язку з тогочасними міжнародними відносинами та складним воєнно-політичним становищем Української республіки. Подається великий обсяг зображень того часу.

## Критика
На думку Романа Москаля стиль написання є захоплюючим, тому не зважаючи на спеціальний монографічний характер праці, читач отримає правдиву насолоду від читання. Саме дослідження відтворює історичні події фактично поденно, а деколи і погодинно. Михайло Галущак в журналі «Українознавство» назвав дослідження Олександра Дєдика аналізом найуспішнішої військової операції Галицької Армії у червні 1919 року.

## Зміст I частини

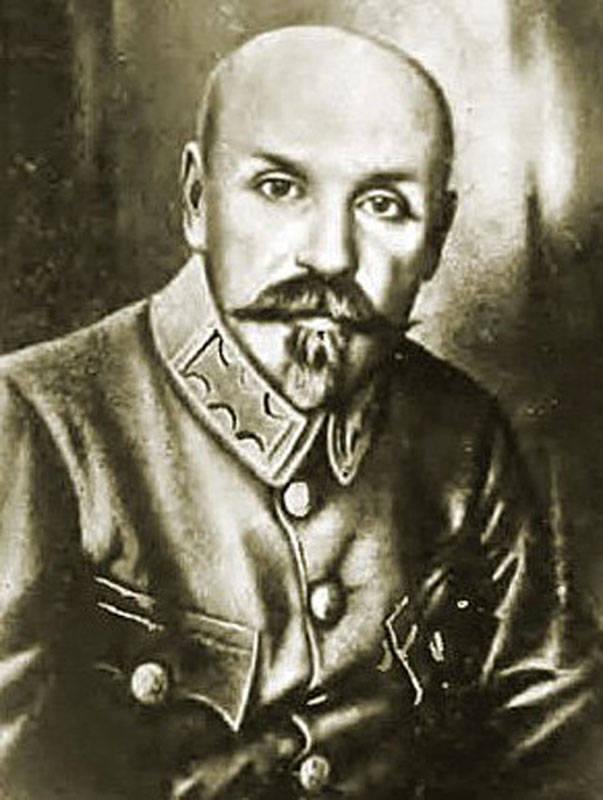
Олександр Греків

Перша частина хронологічно охоплює події від кінця травня до 16 червня 1919 року. До цього можна віднести: передісторію, перебіг і наслідки Чортківського пролому, проголошення диктатури, перші кроки запланованої генералом Олександром Грековим масштабної реорганізації збройних сил Західної Області Української Народної Республіки, зародження і розвиток плану операції наступу, запеклу боротьбу за стратегічну ініціативу в боях за Бучач і Теребовлю та її переможне завершення визволенням Тернополя і ліквідацією ворожого плацдарму на лівому березі Дністра поблизу Нижнева.

## Зміст II частини
У другій частині книги аналізується битва під Бережанами. Описано вплив дипломатичного протистояння у Парижі, Берліні, Варшаві та Львові на перебіг бойових дій в Східній Галичині, стосунки Західної Області УНР з Українською Народною Республікою та більшовиками, результати розгорнутих генералом Олександром Грековим військових реформ, останні успіхи Галицької Армії в запеклих боях на Верхньобузькій рівнині, у Гологорах, над Гнилою Липою та Свіржем, початок польського контрнаступу 28 червня 1919 року. Розглянуто контраверсійні погляди на результати та наслідки Чортківської офензиви, а також її місце в історії воєнного мистецтва Європи та України.

## Презентація
Перша частина вперше презентована 21 травня 2014 року у львівський Книгарні Є, яка розташована на проспекті Свободи 7, о 18:00. Учасники презентації: Олександр Дєдик, автор книги, виконавчий директор Львівського інституту мілітарної історії, заступник головного редактора Львівського мілітарного альманаху «Цитаделя»; Михайло Слободянюк, полковник у відставці, завідувач музею історії Академії сухопутних військ імені гетьмана Петра Сагайдачного, заступник головного редактора Львівського мілітарного альманаху «Цитаделя»; Олег Фешовець кандидат філософських наук, директор видавництва «Астролябія», головний редактор Львівського мілітарного альманаху «Цитаделя»; Олег Хома, кандидат історичних наук, доцент кафедри історії України Національного університету «Львівська політехніка».
16 вересня 2016 року в рамках львівського Форуму видавців  історики дискутували під час круглого столу «Україна і Перші визвольні змагання». Серед присутніх був Олександр Дєдик, який представив другу частину «Чортківської офензиви». 15-17 червня 2018 року в місті Чорткові відбувався військово-історичний фестиваль «Чортківська офензива», на якому представлено дві частини дослідження.

## Видання
- Дєдик О. Г. Чортківська офензива. Частина І / О. Г. Дєдик. — Львів: Видавництво «Астролябія», 2013. — 232 с. (м'яка обкладинка)
- Дєдик О. Г. Чортківська офензива. Частина ІІ / О. Г. Дєдик. — Львів: Видавництво «Астролябія», 2015. — 192 с. (м'яка обкладинка)
- Дєдик О. Г. Чортківська офензива / О. Г. Дєдик. — Львів: Видавництво «Астролябія», 2019. — 416 с. (видання в одній книзі, тверда обкладинка)